# مات هيرفي
مات هيرفي (بالإنجليزية: Matt Hervey)‏ هو لاعب هوكي الجليد أمريكي، ولد في 16 مايو 1966 في ويتير في الولايات المتحدة.

## وصلات خارجية
- مات هيرفي على موقع دوري الهوكي الوطني (الإنجليزية)
- مات هيرفي على موقع قاعة مشاهير الهوكي (لاعب أن.إتش.أل) (الإنجليزية)
- مات هيرفي على موقع EliteProspects.com (الإنجليزية)
- مات هيرفي على موقع HockeyDB.com (الإنجليزية)
- مات هيرفي على موقع Hockey-Reference.com (الإنجليزية)